# Makaira mazara
Il marlin indopacifico (Makaira mazara (Jordan & Snyder, 1901)) o conosciuto maggiormente come marlin azzurro, da non confondere con il marlin nero (Makaira indica sinonimo di Istiompax indica), è un pesce di mare appartenente alla famiglia Istiophoridae.

## Descrizione
Si presenta identico alla specie Makaira nigricans, da cui si differenzia solo per delle caratteristiche minime, come un rostro più corto ed un lobo dorsale basso. La fascia laterale non è generalmente visibile ed il suo colore è uniformemente scuro (nero, blu scuro o marrone) per tre quarti del corpo, con la sola fascia ventrale bianca. Le pinne sono nere. La pinna pettorale rimane in posizione orizzontale nei marlin neri, mentre questa si piega lungo il corpo, verticalmente, nelle altre specie di Istiophoridae, anche se questa caratteristica potrebbe essere peculiare della sola sottospecie hawaiiense.

## Distribuzione
Esemplari sono frequenti nelle acque del golfo di California, di Acapulco, della zona pacifica di Panama, le isole Hawaii, la costa del Peru, la Corea, il Giappone, le Filippine e fino all'Australia.